# Кривоносов, Олег Валерьевич
Олег Валерьевич Кривоносов (латыш. Oļegs Krivonosovs; 11 мая 1961, Даугавпилс) — латвийский шахматист, международный мастер (1993).

## Биография
Шахматы начал играть в возрасте 11 лет и быстро выдвинулся в число лучших шахматистов Латвии. В родном Даугавпилсе участвовал в отборочном турнире первенства СССР по шахматам в 1978 году и в чемпионате СССР по шахматам среди юниоров в 1979 году. На последнем первенстве СССР по быстрым шахматам в 1991 году в Минске среди 70 участников занял с 4-го по 8-е место.
Представлял Латвию на Спартакиаде народов СССР в 1986 году (+3, =4, -0) и на шахматной олимпиаде в Элисте в 1998 году (+2, =2, -1).
Многократный участник финалов чемпионатов Латвии по шахматам. Лучший результат - 3-е место в 1998 и в 2001 годах. Победитель 10 Кубка Балтии в Литве (2013). 
Закончил Даугавпилсский педагогический институт, работал в латвийской полиции. Выступает за немецкий шахматный клуб «TSV Schott Mainz».